# William Bligh
William Bligh, född 9 september 1754, död 7 december 1817, var en brittisk sjöofficer. Han var befälhavare på fartyget HMS Bounty då myteriet på Bounty inträffade.

## Biografi
Bligh mönstrade på i den brittiska kungliga flottan Royal Navy 1770. Han var med kapten James Cook på dennes tredje och sista resa till Stilla havet åren 1776-1779. År 1787 blev han utsedd att föra befälet på HMS Bounty på en expedition till Tahiti.
Den 28 april 1789, på Bountys resa tillbaka från Tahiti, skedde ett myteri på fartyget. En grupp män ur besättningen, under ledning av Fletcher Christian, gjorde uppror mot Blighs befäl och tog över kontrollen över fartyget. Bligh och 18 andra män sattes i en liten båt och lämnades åt sitt öde. De saknade kartor och hade ytterst lite proviant. Efter en strapatsfylld resa över havet på cirka 5 800 km (3 600 miles) nådde de till sist ön Timor den 14 juni 1789.
Bligh återkom till London 1790. Han deltog som befälhavare i slaget vid Köpenhamn den 2 april 1801, då den brittiska flottan under ledning av Horatio Nelson besegrade den danska flottan på Köpenhamns redd. År 1805 blev han utnämnd till guvernör i New South Wales i Australien. År 1808 blev han fängslad och till slut ersatt som guvernör i samband med oroligheterna under ett uppror. Han fick återvända till England 1810 och utnämndes till konteramiral 1811 och viceamiral 1814.
Bligh var i London bosatt på 100 Lambeth Road, London SE1 (huset är prytt med en mässingsplakett).

## Utmärkelser
Asteroiden 3263 Bligh är uppkallad efter honom.